# Michael Anderson Jr.
Michael Joseph Anderson Jr. (Hillingdon, 6 agosto 1943) è un attore inglese con cittadinanza statunitense.
La sua quarantennale carriera include ruoli nei film I nomadi (1960), I figli del capitano Grant (1962), I 4 figli di Katie Elder (1965), La più grande storia mai raccontata (1965) e La fuga di Logan (1976). Durante la stagione televisiva del 1966 interpretò Clayt Monroe nella serie The Monroes.

## Filmografia

### Cinema
- La spada di D'Artagnan (The Moonraker), regia di David MacDonald (1958)
- Questione di vita o di morte (Tiger Bay), regia di J. Lee Thompson (1959)
- I nomadi (The Sundowners), regia di Fred Zinnemann (1960)
- I figli del capitano Grant (In Search of the Castaways), regia di Robert Stevenson (1962)
- La più grande storia mai raccontata (The Greatest Story Ever Told), regia di George Stevens (1965)
- Sierra Charriba (Major Dundee), regia di Sam Peckinpah (1965)
- I 4 figli di Katie Elder (The Sons of Katie Elder), regia di Henry Hathaway (1965)
- Doringo! (The Glory Guys), regia di Arnold Laven (1965)
- La casa che non voleva morire (The House That Would Not Die), regia di John Llewellyn Moxey (1970)
- La fuga di Logan (Logan's Run), regia di Michael Anderson (1976)
- Nightkill, regia di Ted Post (1980)
- Trafficanti di morte (Sunset Grill), regia di Kevin Connor (1993)
- Terminal Rush, regia di Damian Lee (1996)

### Televisione
- Missione segreta (Espionage) – serie TV, 1 episodio (1963)
- The Monroes – serie TV, 26 episodi (1966-1967)
- La terra dei giganti (Land of the Giants) – serie TV, 1 episodio (1969)
- Magnum, P.I. – serie TV, 1 episodio (1984)
- Autostop per il cielo (Highway to Heaven) – serie TV, episodio 2x19 (1986)
- La signora in giallo (Murder, She Wrote) – serie TV, episodio 3x04 (1986)

## Doppiatori italiani
- Massimo Turci in I figli del capitano Grant, Sierra Charriba, I 4 figli di Katie Elder
- Massimo Giuliani in La più grande storia mai raccontata
- Gianni Marzocchi in La fuga di Logan